# Salz (Rajna-vidék-Pfalz)
Salz település Németországban, Rajna-vidék-Pfalz tartományban. Lakosainak száma 875 fő (2023. december 31.).

## Népesség
A település népességének változása:
| Lakosok száma | 722  | 849  | 855  | 878  | 881  | 875  |
|               | 1975 | 2017 | 2019 | 2021 | 2022 | 2023 |